# Villa Fallet
La Villa Fallet est une maison construite en 1906 à La Chaux-de-Fonds en Suisse, par Charles-Édouard Jeanneret, futur Le Corbusier, adoptant les principes du Style sapin.

## Présentation
Louis-Édouard Fallet, graveur, bijoutier et collaborateur de la Revue internationale de l’horlogerie, demande aux élèves du Cours supérieur d’art et de décoration dans l'Atelier des Arts Réunis — dans lequel Charles-Édouard Jeanneret rentre en octobre 1905 — de concevoir un ouvrage pour lui, sous la direction de leur maître Charles L'Eplattenier. Élève de Charles L'Eplattenier, artiste suisse et à la recherche de la construction d'un style régionaliste adoptant les travaux de l'Art nouveau et de Heimatstil, Charles-Édouard Jeanneret essaye de mettre en application ces principes,. La villa Fallet est la première pièce architecturale conçue par le futur architecte. Charles L'Eplattenier confie le travail au jeune étudiant Charles-Édouard Jeanneret qui prépare les plans entre la fin 1905 et 1906 sous la direction de René Chapallaz, maître de projet et directeur du chantier et la maison est érigée entre novembre 1906 et avril 1907. L'ensemble de la maison est conçu par les élèves du cours de Charles L'Eplattenier si bien qu'on ne peut pas attribuer les éléments décoratifs à leurs auteurs. 
La villa Fallet est inscrite depuis 2009 sur la Liste du patrimoine mondial de l'UNESCO et en 2022, la maison est achetée par la mairie de La Chaux-de-Fonds pour la somme d'1 150 000 francs suisses.

## Description

Façade de la villa.

La maison, sur deux étages avec sous-sol et combles, fait environ 1 400 m3.
Le style de la maison, entre une volonté régionaliste et l'Art nouveau, tente d'agglomérer les besoins domestiques architecturaux et l'esthétique d'ornement, appliquant l'aspect décoratif de l'art appliqué à l'architecture. Les éléments de décoration impliquent notamment des expérimentations en ferronnerie, en bois, de la pierre ou encore dans le traitement des crépis de la façade. Les motifs s'inspirent notamment des paysages de la région jurassienne, inspiration que l'on retrouve notamment dans la forme du toit, prévue pour des pluies et neiges récurrentes.